# Клеевский
Клеевский — хутор в Новониколаевском районе Волгоградской области России. Входит в состав Комсомольского сельского поселения. Население 47 чел. (2010), 57 % (2002) из них — казахи .

## История
В соответствии с Законом Волгоградской области от 22 декабря 2004 года № 975-ОД «Об установлении границ и наделении статусом Новониколаевского района и муниципальных образований в его составе», хутор вошёл в состав образованного Комсомольского сельского поселения.

## География
Расположен в северо-западной части региона, в степной зоне, в пределах Хопёрско-Бузулукской равнины, у одноимённого пруда Клеевский.

## Население
| 2010 |
| ---- |
| 47   |

Гендерный состав
По данным Всероссийской переписи населения 2010 года в гендерной структуре населения из 47 человек мужчин — 27, женщин — 20 (57,4 и 42,6 % соответственно).
Национальный состав
Согласно результатам переписи 2002 года, в национальной структуре населения
казахи составляли 57 % от общей численности населения в 74 чел..

## Инфраструктура
Развитое сельское хозяйство. Личное подсобное хозяйство.

## Транспорт
Просёлочные дороги.